# Ruud Zijlstra

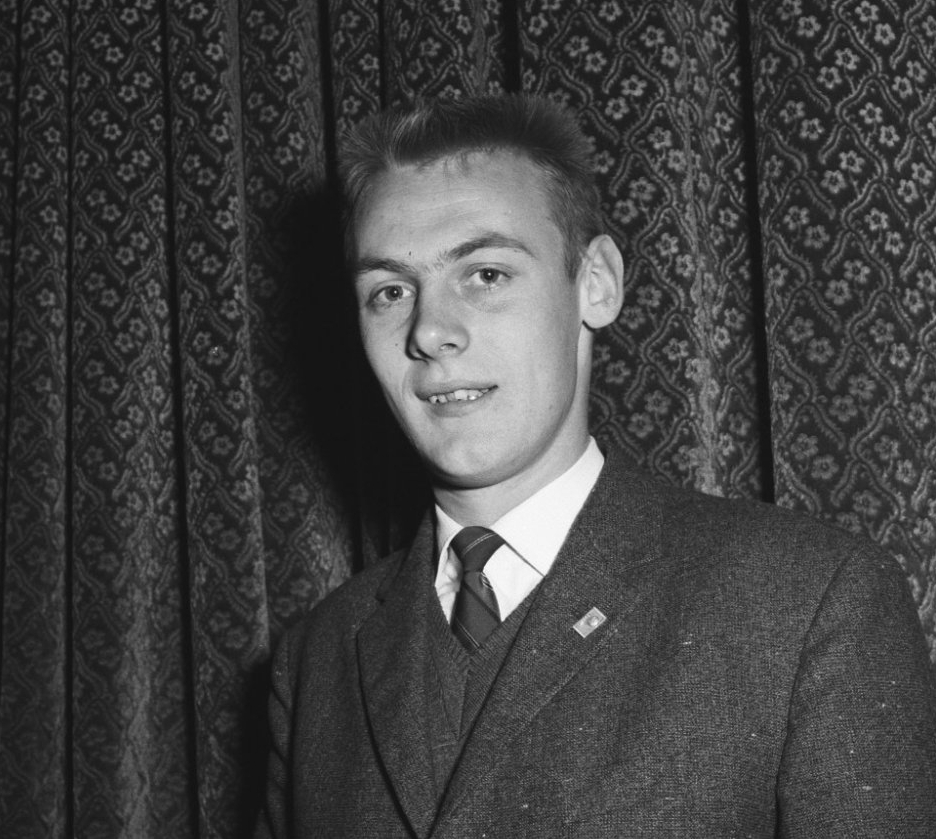
Ruud Zijlstra in 1961

Ruud Zijlstra (geboren 1941) is een voormalig Nederlands honkballer.
Zijlstra, een rechtshandige werper, maakte deel uit van het Nederlands honkbalteam en speelde tot 1962 vijf interlandwedstrijden. Hij nam deel aan de eerste Haarlemse Honkbalweek in 1961 en gooide in 2010 op 69jarige leeftijd de ceremoniële eerste pitch tijdens de opening.. Zijlstra speelde in de Nederlandse hoofdklasse voor Schoten.